# 金谷元気
金谷 元気（かなや げんき、1984年12月22日 - ）は、大阪府出身の実業家。akippa株式会社の創業者であり、代表取締役社長CEO。

## 来歴
大阪府立松原高等学校卒業後、関西サッカーリーグでのプレーを経てザスパ草津チャレンジャーズの練習生にもなった。
2009年、合同会社ギャラクシーエージェンシーを代表者として創業。2011年、株式会社ギャラクシーエージェンシーに組織変更し、代表取締役に就任。
2014年に駐車場のシェアリングサービス『akippa』をリリース。その後同サービスで、Infinity Ventures Summit 2014 Fall KyotoのLaunch Padにて優勝。
2015年に『akippa株式会社』に社名変更。
2017年に日経ビジネス「次代を創る100人」受賞。

## 人物
- 2014年に開始した駐車場シェアリングサービス「akippa」は2015年に「ガイアの夜明け」などで紹介され、各種メディアでも掲載実績がある。
- 元サッカー選手であり、水沼貴史らとも交流がある。
- 著書に「高卒IT」（EXODUS/幻冬舎）がある[3]。
- モノノフ。
- 駐車場ビジネスで大逆転した師と仰ぐ人物はももいろクローバーZの百田夏菜子で、その人から学ぶ行動力で失敗の連続から大逆転した。
- ももいろクローバーZの推しメン（好きなメンバー）は佐々木彩夏。
- akippa株式会社の前身である合同会社ギャラクシーエージェンシーは、金谷元気氏が住むワンルームマンションを事務所としてスタートした。[4]

## 出演番組
- がっちりマンデー!![5]（TBS）
- ガイアの夜明け[6]（テレビ東京）
- ニュースモーニングサテライト [7]（テレビ東京）
- 山里亮太×吉田敬　ノビシロ社長サミット（関西テレビ）
- TOKIOテラス[8]（MBS毎日放送）